# Équipe du Kazakhstan féminine de handball
Maillots
L'équipe du Kazakhstan de handball représente la Fédération du Kazakhstan de handball lors des compétitions internationales, notamment aux tournois olympiques et aux championnats du monde.
Avant l'indépendance du Kazakhstan, les handballeuses locales représentaient les couleurs de l'Équipe d'URSS.
L'équipe nationale kazakhe a remporté deux titres de champion d'Asie en 2002 et 2010.

## Palmarès

### Parcours auxJeux olympiques
- 2008 : 10e

### Parcours auxchampionnats du monde

#### Compétition à 24 équipes
- 1997 à 2001 : Non qualifié
- 2003 : Qualifié puis forfait[2]
- 2005 : Non qualifié
- 2007 : 18e
- 2009 : 22e
- 2011 : 19e
- 2013 : Non qualifié
- 2015 : 22e
- 2017 : Non qualifié
- 2019 : 22e

#### Compétition à 32 équipes
- 2021 : 24e
- 2023 : 30e

### Parcours auxJeux asiatiques
- 2002 :  2e
- 2006 :  2e
- 2014 :  3e

### Parcours auxchampionnats d'Asie
| Édition | Lieu         | Rang                     | MJ            | V             | N             | D             | Bp            | Bc            | Diff          |
| ------- | ------------ | ------------------------ | ------------- | ------------- | ------------- | ------------- | ------------- | ------------- | ------------- |
| 1987    | Jordanie     | Non qualifiée            | Non qualifiée | Non qualifiée | Non qualifiée | Non qualifiée | Non qualifiée | Non qualifiée | Non qualifiée |
| 1989    | Chine        | Non qualifiée            | Non qualifiée | Non qualifiée | Non qualifiée | Non qualifiée | Non qualifiée | Non qualifiée | Non qualifiée |
| 1991    | Japon        | Non qualifiée            | Non qualifiée | Non qualifiée | Non qualifiée | Non qualifiée | Non qualifiée | Non qualifiée | Non qualifiée |
| 1993    | Chine        | 5e                       | 4             | 2             | 0             | 2             | 128           | 80            | +40           |
| 1995    | Corée du Sud | Non qualifiée            | Non qualifiée | Non qualifiée | Non qualifiée | Non qualifiée | Non qualifiée | Non qualifiée | Non qualifiée |
| 1997    | Jordanie     | Non qualifiée            | Non qualifiée | Non qualifiée | Non qualifiée | Non qualifiée | Non qualifiée | Non qualifiée | Non qualifiée |
| 1999    | Japon        | Non qualifiée            | Non qualifiée | Non qualifiée | Non qualifiée | Non qualifiée | Non qualifiée | Non qualifiée | Non qualifiée |
| 2000    | Chine        | 5e                       | 4             | 2             | 0             | 2             | 117           | 84            | +33           |
| 2002    | Kazakhstan   | Champion                 | 5             | 5             | 0             | 0             | 143           | 107           | +36           |
| 2004    | Japon        | Non qualifiée            | Non qualifiée | Non qualifiée | Non qualifiée | Non qualifiée | Non qualifiée | Non qualifiée | Non qualifiée |
| 2006    | Chine        | 4e                       | 3             | 0             | 0             | 3             | 56            | 114           | -58           |
| 2008    | Thaïlande    | 5e                       | 5             | 3             | 0             | 2             | 178           | 111           | +67           |
| 2010    | Kazakhstan   | Champion                 | 5             | 5             | 0             | 0             | 157           | 122           | +35           |
| 2012    | Indonésie    | 4e                       | 7             | 4             | 0             | 3             | 249           | 145           | +104          |
| 2015    | Indonésie    | 4e                       | 6             | 4             | 0             | 2             | 224           | 132           | +92           |
| 2017    | Corée du Sud | 4e                       | 5             | 2             | 0             | 3             | 130           | 135           | -5            |
| 2018    | Japon        | 4e                       |               |               |               |               |               |               |               |
| 2020    | Jordanie     | Médaille de bronze, Asie |               |               |               |               |               |               |               |
| Total   | Total        | 11/18                    | 44            | 27            | 0             | 17            | 1382          | 1030          | +352          |